# Dicerocardiidae
Die Dicerocardiidae sind eine ausgestorbene Familie der Ordnung Rudisten innerhalb der palaeoheterodonten Muscheln (Bivalvia). Die ältesten Formen wurden in obertriassischen Ablagerungen gefunden. Sie starben in der Oberkreide aus.

## Merkmale
Das Gehäuse ist mittelgroß bis groß und annähernd gleichklappig. Der Wirbel ist stark entwickelt und nach vorne gebogen. Das Schloss ist als Schlossplatte ausgebildet mit je zwei Kardinalzähnen auf beiden Klappen (ein Zahn kann auch reduziert sein). Die Palliallinie ist ganzrandig, die Schließmuskeleindrücke sind nur schwach ausgebildet. Die Oberfläche ist glatt oder mit rauen Anwachsstreifen versehen.

## Systematik
Derzeit werden zirka 10 Gattungen zur Familie Dicerocardiidae gestellt.
- Dicerocardium Stoppani, 1865
- Agelasina Riedel, 1932
- Ambocardia Beringer, 1949
- Cornucardia Koken, 1913
- Megalocardia Beringer, 1949
- Physocardia Wöhrmann, 1894
- Platycardia Beringer, 1949
- Pseudisocardia Douvillé, 1913
- Rostrocardia Freneix, 1972
- Carinocardia Termier & Verriez, 1974

Die Zusammenstellung erfolgte nach dem Treatise on Invertebrate Paleontology mit Ergänzungen durch den Zoological Record.